# Raorchestes annandalii
Raorchestes annandalii es una especie de rana que habita en India, Nepal y, posiblemente, también en Bután, China y Birmania. Vive en altitudes de entre 1000 y 2000 metros.